# Alexander von Gontard (Mediziner)
Alexander von Gontard (* 3. Mai 1954 in Bangalore, Indien) ist ein deutscher Mediziner und Psychiater. Von 2003 bis 2020 war er Leiter der Klinik für Kinder- und Jugendpsychiatrie, Psychosomatik und Psychotherapie des Universitätsklinikums des Saarlandes in Homburg.

## Leben
Alexander von Gontard wurde als Sohn des Diplom-Landwirts Götz von Gontard und dessen Frau Barbara, geb. Wahnschaffe, in Bangalore (Indien) geboren. Von 1960 bis 1962 besuchte er die Bishop Cotton School in Bangalore und nach dem Umzug nach Deutschland 1962 die Volksschule in Göttingen, Bissendorf bei Hannover und Pech (Wachtberg) bei Bonn und seit 1965 das Heinrich-Hertz-Gymnasium in Bonn-Bad Godesberg. Im Jahr 1966 zog die Familie nach Bethesda, Maryland (USA) nahe Washington, D.C., wo der Vater bei der Weltbank arbeitete. Alexander von Gontard besuchte die Deutsche Schule, Washington, D.C. in Potomac, Maryland und bestand dort im Juni 1973 das Abitur. Im Oktober 1973 begann von Gontard ein Studium der Volkswirtschaftslehre und Medizin an der Albert-Ludwigs-Universität Freiburg. 1976 bestand er dort das Physikum, 1977 das Erste Staatsexamen. Anschließend studierte er als Stipendiat des DAAD und des Stevenson Exchange Scholarship an der University of Edinburgh (Schottland) mit den Schwerpunkten Kinderheilkunde, Gynäkologie, Geburtshilfe und Psychiatrie und Kinderpsychiatrie. Im März 1980 bestand er in Freiburg das Zweite Staatsexamen, absolvierte von 1980 bis 1981 sein Praktisches Jahr am Städtischen Klinikum Karlsruhe und bestand dort im April 1981 das Dritte Staatsexamen. Anschließend absolvierte er eine kinderärztliche Facharztausbildung am Institut für Humangenetik der Ruprecht-Karls-Universität Heidelberg und wurde im Dezember 1981 in Freiburg bei Eduard Seidler mit einer Arbeit über Die Entwicklung der Kinderpsychiatrie in England und Schottland im neunzehnten Jahrhundert zum Dr. med. promoviert.
Von 1983 bis 1987 arbeitete von Gontard als Assistenzarzt am Universitätsklinikum Mannheim und absolvierte 1987 die Facharztprüfung in Kinderheilkunde. Von 1987 bis 1991 war von Gontard Assistenzarzt an der Klinik für Kinder- und Jugendpsychiatrie an der Philipps-Universität Marburg und bestand 1991 die Facharztprüfung in Kinder- und Jugendpsychiatrie. Von 1991 bis 2003 arbeitete Alexander von Gontard als Oberarzt an der Klinik und Poliklinik für Kinder- und Jugendpsychiatrie an der Universität zu Köln. Dort habilitierte er sich 1997 mit einer Studie über Enuresis im Kindesalter und bestand 2001 die Facharztprüfung in Psychotherapeutischer Medizin. 2003 wurde von Gontard Direktor der Klinik für Kinder- und Jugendpsychiatrie und Psychotherapie am Universitätsklinikum des Saarlandes in Homburg.
Zum 1. April 2020 trat er in den Ruhestand. Er ist mit der Psychotherapeutin Frigga von Gontard, geb. Kawetzki, verheiratet.

## Schriften (Auswahl)
- Die Entwicklung der Kinderpsychiatrie in England und Schottland im neunzehnten Jahrhundert. (Freiburg (Breisgau), Univ., Diss., 1981).
- Enuresis im Kindesalter. Psychiatrische, somatrische und molekulargenetische Zusammenhänge. (Köln, Univ., Habil.-Schr., 1997).